# Temognatha rufocyanea
Temognatha rufocyanea es una especie de escarabajo del género Temognatha, familia Buprestidae. Fue descrita científicamente por Carter en 1916.